# グリーリー郡 (ネブラスカ州)
座標: 北緯41度56分 西経98度52分 / 北緯41.933度 西経98.867度
グリーリー郡（英: Greeley County）は、アメリカ合衆国のネブラスカ州にある郡。2000年時点での人口は2,714人で、郡庁所在地はグリーリー・センター (Greeley Center)。
ネブラスカ州のナンバープレートで、グリーリー郡の車両は最初の数字が62になっている。これは1922年に州がナンバープレートを制定した時、グリーリー郡の車両登録台数が州内の郡のなかで62番目に多かったからである。

## 歴史
グリーリー郡は1871年に組織され、郡名は初期の新聞記者のホレス・グリーリーにちなんだ。

## 地理
アメリカ合衆国国勢調査局によると、この郡は総面積1,478 km2 (571 mi2) である。このうち1,476 km2 (570 mi2)が陸地で、2 km2 (1 mi2) が海や湖などの水地域である。総面積のうち0.15%が水地域となっている。

### 隣接する郡
- ウィーラー郡（北）
- ブーン郡（北東）
- ナンス郡（南東）
- ハワード郡（南）
- シャーマン郡（南西）
- バレー郡（西）

## 人口動静

2000年の時点での郡の人口ピラミッド

2000年の国勢調査によると、グリーリー郡には2,714人、1,077世帯、及び734家族が暮らしている。人口密度は2/km2 (5/mi2) で、1/km2 (2/mi2) の平均的な密度に1,199軒の住居が建っている。この郡の人種の構成は白人97.94%、黒人（アフリカ系アメリカ人）0.66%、先住民0.07%、アジア系0.07%、太平洋諸島系はおらず、その他の人種0.77%、混血0.48%で、0.85%の人々がヒスパニックまたはラテン系である。
グリーリー郡に住む1,077世帯のうち、29.30%は18歳未満の子どもと暮らしており、59.00%は夫婦で生活している。6.40%は未婚の女性が世帯主であり、31.80%は家族以外の住人と同居している。30.50%は独居で、全世帯の18.80%は65歳以上の独居老人世帯である。1世帯あたりの平均人数は2.46人であり、家庭の場合は3.08人である。
郡の住民は26.90%が18歳未満の子どもで、18歳以上24歳以下が5.90%、25歳以上44歳以下が21.60%、45歳以上64歳以下が22.40%、および65歳以上が23.20%となっている。平均年齢は42歳である。女性100人に対して男性は97.10人いて、18歳以上の女性100人に対しては男性は92.20人いる。
郡の世帯ごとの平均収入は28,375米ドルで、家族ごとでは34,159米ドルである。男性の22,036米ドルに対して女性は17,056米ドルの平均的な収入がある。この郡の一人当たりの収入 (per capita income) は13,731米ドルである。総人口の14.60%、家族の11.90%は貧困線以下である。18歳未満の子どもの22.10%及び65歳以上の10.50%は貧困線以下の生活を送っている。

## 政治
2008年10月の調査によると、グリーリー郡には1,794人の有権者が住んでいる。そのうち57.4%が共和党支持者で、ネブラスカ州の郡のなかで2番目に共和党支持者の割合が高い郡になっている。

## 村
- グリーリー・センター (en:Greeley Center, Nebraska)
- スコティア (en:Scotia, Nebraska)
- スポルディング (en:Spalding, Nebraska)
- ウルバック (en:Wolbach, Nebraska)